# Paphiopedilum glaucophyllum
Paphiopedilum glaucophyllum es una especie de la familia de las orquídeas.

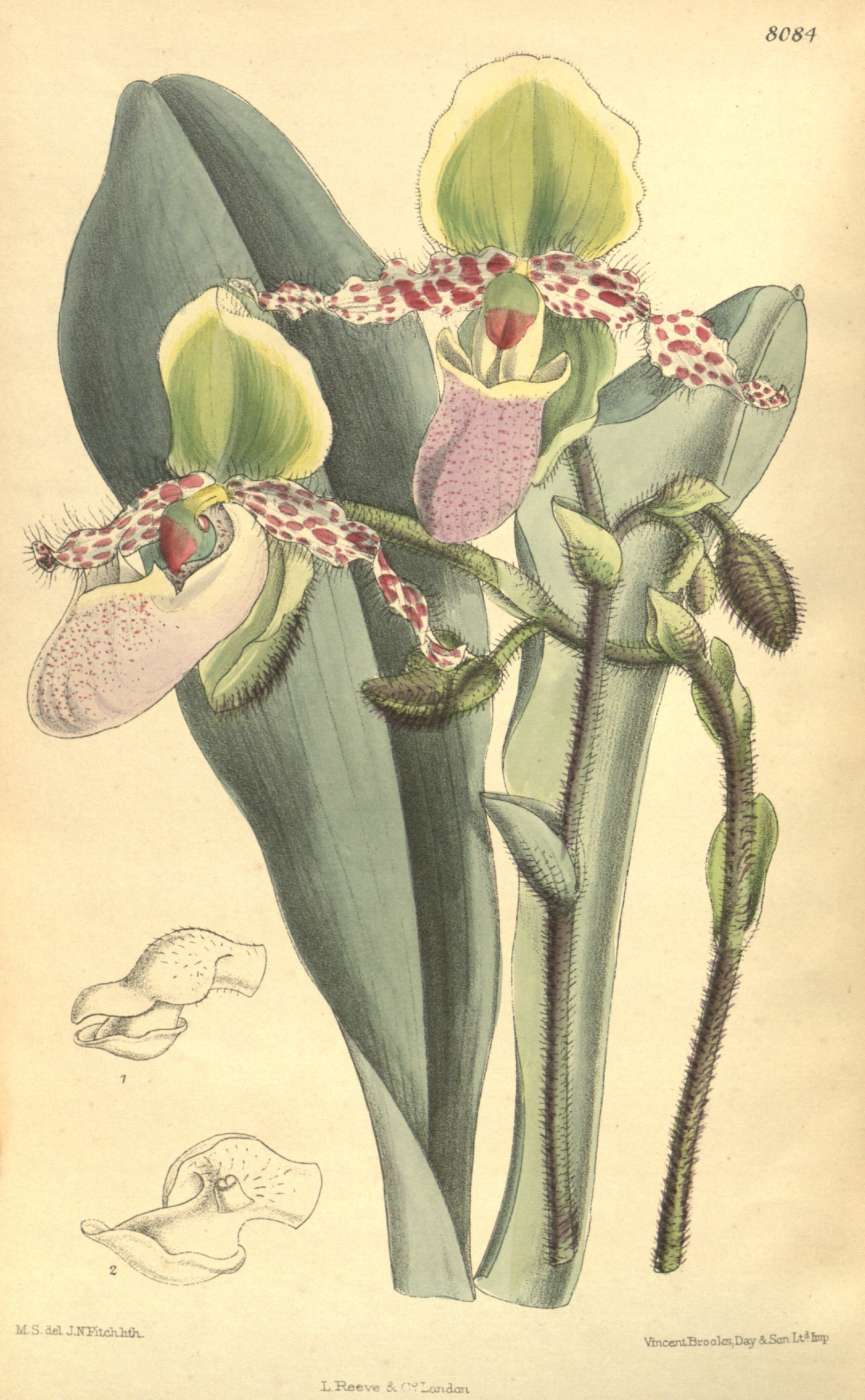
Ilustración de Curtis' 132
(Ser. 4 no. 2) pl. 8084 (1906)

## Descripción
Es una orquídea de pequeño tamaño, cultivada con clima cálido, con múltiples flores, aunque sólo una está abierta a la vez. Tienen hábitos terrestres con hojas azules y verdes claras, hojas opacas en número de 4 a 6, glaucas, estrechamente oblongo-elípticas con márgenes ciliados basales. Florece desde la primavera hasta el verano en una inflorescencia pubescente, de color verde oscuro con manchas de color púrpura oscuro,de 40 cm de largo, que lleva brácteas florales elípticas a ovadas con hasta 20 flores sucesivas y con no más de 2 abiertas a la vez y que se producen durante meses.

## Distribución y hábitat
Se encuentran en el centro de Sumatra y Java, a una altitud de 200-800 metros, en los depósitos de humus en las laderas de las montañas volcánicas.

## Cultivo
Esta especie tiene que estar plantada en la roca y helechos con ligera sombra y agua todo el año a excepción de un breve reposo invernal seco.

## Taxonomía
Paphiopedilum glaucophyllum fue descrita por Johannes Jacobus Smith y publicado en Bulletin de l'Institut Botanique de Buitenzorg 7: 1. 1900.
Etimología
El nombre del género viene de « Cypris», Venus, y de "pedilon" = "zapato" ó "zapatilla" en referencia a su labelo inflado en forma de zapatilla.
glaucophyllum; epíteto que deriva de la palabra griega γλαυκοϛ, glauca = "glauco, azulado" y el término latino phyllum = "hoja", refiriéndose a que tiene las hojas azuladas.
Sinonimia
- Cordula glaucophylla Rolfe 1912;
- Cypripedium glaucophyllum Mast. 1903
- Paphiopedilum glaucophyllum f. flavoviride Braem 2001;
- Paphiopedilum moquetteanum f. flavoviride (Braem) Braem & Chiron 2003;
- Paphiopedilum victoria-regina subsp. glaucophyllum (J.J.Sm.) M.W.Wood 1976[4][5][1]